# أذينة (هنة نبات)

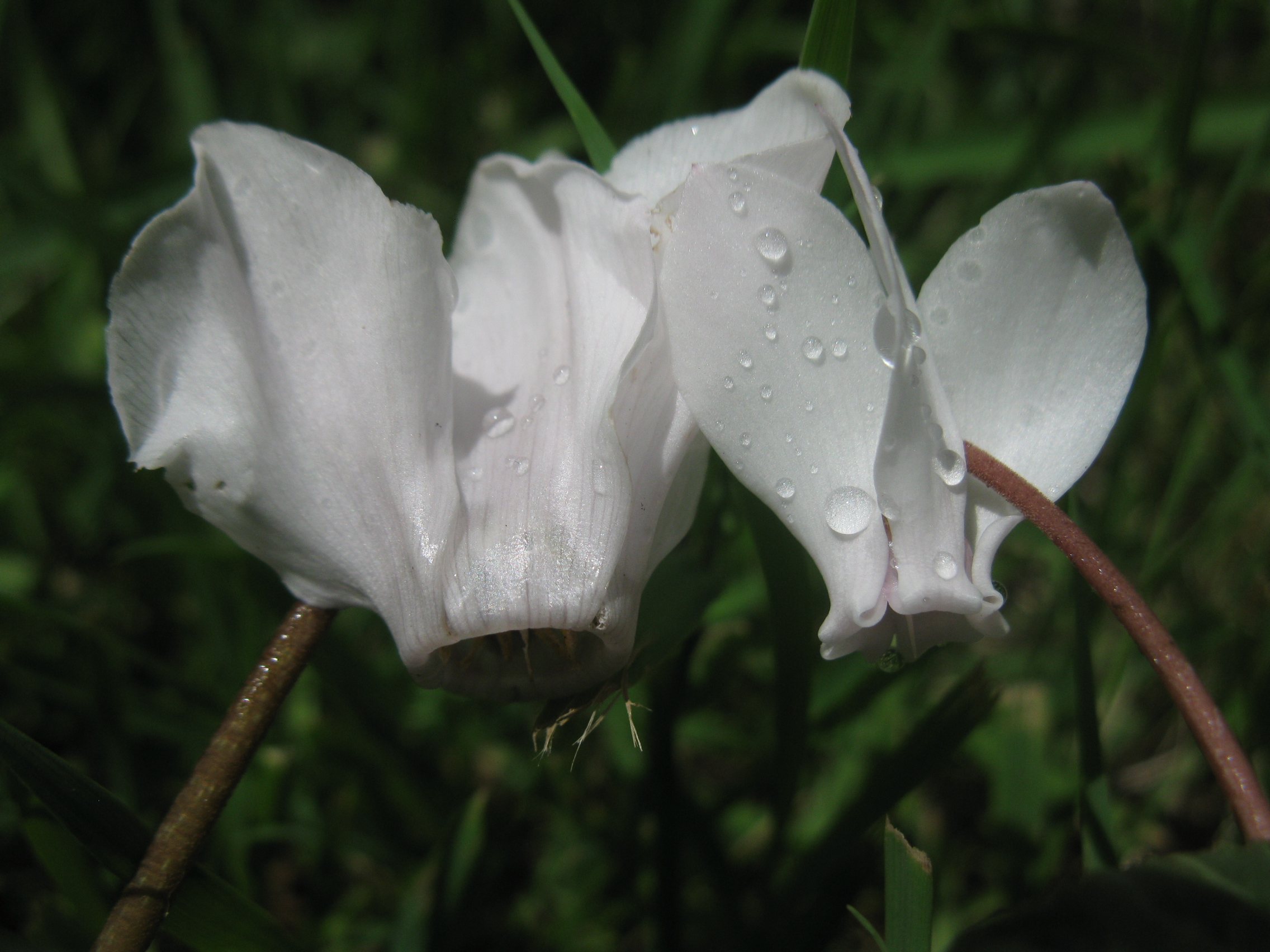
نوعان من بخور مريم : بدون أذينة (يسار)؛ مع أذينة على قواعد بتلات (يمين)

الأُذينة في علم النبات نتوءٌ صغيرٌ يشبه الأذن من قاعدة ورقة أو بتلة. فهي زائدة نصلية النسيج مختلفة الحجم والشكل تكتنف ضلع الورقة عند انتشابها. وهما أُذَيْنَتان. الأذينة قد تكون بالنسبة إلى شكلها وارتكازها جالسةً، مستديرةً، قديةً، متمعجةً، عموديةً، أفقيةً، حاضنةً، إلخ.